# 淑媛
淑媛（しゅくえん）は、晋朝以降の後宮における皇帝の側室の称号。
魏の時代に淑媛の号が制定され、爵位としては県公に相当した。晋において、淑媛は「九嬪」の第2位となった。南北朝において、淑媛は九嬪の一つであった。
李氏朝鮮では、『経国大典』によると淑媛は従四品の後宮であった。